# Церковь Спаса Нерукотворного Образа (Санкт-Петербург)
Це́рковь Спа́са Нерукотво́рного О́браза в Па́рголове — православный храм в Санкт-Петербурге, в историческом районе Парголово. Относится к Выборгскому благочинию Санкт-Петербургской епархии.

## История
В XVIII веке Шуваловы на своих землях, занимавших старинное Парголово, основали Большую Суздальскую слободу (сюда помещики перевели своих крестьян из имений в Суздальском уезде).
Здесь на холме у Большого Суздальского озера на средства графа Петра Шувалова была возведена первая деревянная церковь во имя Нерукотворенного Образа Спасителя.
Освящение церкви произошло 7 сентября 1755 года в присутствии императрицы Елизаветы Петровны. Сюда были помещены древние святыни, которые привезли крестьяне графа Шувалова из средней России.
Граф Шувалов пригласил служить в новом храме священника Троицкой церкви, «что в Галерной гавани», отца Иоанна Дмитриева.
Суздальскую слободу переименовали в Спасское село, которое в начале XIX века было переименовано в Первое Парголово.
31 мая 1791 года храм сгорел от удара молнии. На его месте была сооружена каменная часовня из красного кирпича, которая стоит до сих пор.
В 1792 году графиня Екатерина Шувалова построила новый деревянный храм по проекту архитектора Луиджи Руска. Он запечатлён на рисунке 1825 года художником Григорием Чернецовым. Этот храм упоминает Александр Грибоедов в очерке «Загородная поездка», опубликованном в газете «Северная пчела» 26 июня 1826 года:
Разного рода мысли и чувства возбуждает, несколько вёрст далее, влево от большой дороги, простота деревенского храма. Одинок и построен на разложистом мысе, которого подножие омывает тихое озеро.
В 1877 году графы Шуваловы продали часть своего майоратного имения от Поклонной горы до Церковной горы и позже вдоль западного берега Большого Суздальского озера «Товариществу на паях для устройства дачных помещений в Шувалове». Местность стала престижной для летнего отдыха богатых петербуржцев, тем более что в непосредственной близости от дач появилась станция Финляндской железной дороги, открывшейся в 1870 году. Ветхий храм, построенный для крестьян, решено было заменить на каменный, более просторный.

## Каменный Спасо-Парголовский храм
Над проектом нового храма, который был заложен 11 июля 1876 года, работал инженер-архитектор К. А. Кузьмин. Для контроля строительства храма было создано церковно-приходское попечительское общество под председательством князя Павла Андреевича Воронцова-Шувалова. К моменту начала строительства суммы была собрана недостаточной для его окончания. Это вызвало скептическое отношение у архитектурно-строительного сообщества:

«Строится этот храм на церковные и пожертвованные деньги всего на сумму до 40 т.р., что, при существующей дороговизне строительных материалов, вряд ли доставит возможность окончить постройку хотя вчерне. Нежелание соразмерять своих потребностей с имеющимися средствами составляет, кажется, неотъемлемую принадлежность нашего национального характера. Нет на Руси города, где бы не было недостроенной, по неимению средств, общественной постройки. Возведенные вчерне и дурно прикрытые от атмосферических влияний, они обыкновенно или совсем разрушаются, прежде их полного окончания, или же при позднейшей отделке требуют больших денежных затрат на преждевременно капитальное их исправление. Та же участь, по нашему мнению, ожидает и новую парголовскую постройку. Медленный, многолетний сбор имеющихся 40 т.р. служит лучшим доказательством тому, что на доброхотные пожертвования для сельского храма рассчитывать особо нельзя.»

«Нам передают, что имеющиеся для постройки этой церкви деньги уже все израсходованы, между тем как работы далеко еще не окончены: если не откроется какого-либо нового источника на покрытие расходов, то работы придется приостановить. По слухам, существует предположение, для пополнения оказывающегося недостатка, прибегнуть к подписке на пожертвования между местными дачевладельцами. Против нашего желания закрадывается в душу сомнение в успехе этой подписки, и назойливый вопрос: для чего так неразумно ухлопан с большими усилиями собранный капитал? — не находит ответа.»

Строительство шло 4 года. Зажиточные местные крестьяне и дачники смогли собрать около 70 тыс. рублей, благодаря чему возможно было довести до завершения строительства храма такого богатого убранства. Например, прихожане пожертвовали икону Успения Божией Матери XVI века, вырезанную из мамонтовой кости (с 1965 года — в Государственном Русском музее).
Сохранялись святыни старого храма: икона Троицы 1678 года, с указаниями фамилий крестьян, переехавших из Суздальской губернии; резной кипарисовый Крест с изображениями Страстей Господних и двунадесятых праздников; старинная икона Всех Святых с шестью частицами мощей. Большинство этих и других святынь ныне утеряны.
Храм был освящён 8 сентября (по юлианскому календарю) 1880 года митрополитом Санкт-Петербургским Исидором.
Каменный храм построен в византийском стиле и имеет три престола:
- В честь Нерукотворенного Спаса (главный, отмечается 29 августа по новому стилю)
- В честь Покрова Пресвятой Богородицы (правый, отмечается 14 октября по новому стилю)
- В честь Святителя Николая Чудотворца (левый, отмечается 22 мая, 19 декабря по новому стилю)

Храм не закрывался. Служивший в нём в 1938—1955 годах протоиерей Александр Мошинской († 26 февраля 1955) в октябре 1946 года был награждён медалью «За доблестный труд в Великой Отечественной войне».

## Деревянный храм св. Александра Невского
После окончания строительства каменного храма деревянный Спасский храм был разобран — из его материала возвели малый храм, освящённый в честь св. благоверного князя Александра Невского.
Советская власть не закрыла храм, однако, его разрешалось использовать только для отпеваний христиан, которых погребали на Шуваловском кладбище. Богослужения возобновились в нём в 1967 году, после того, как была снесена Троицкая церковь в Лесном. Общине снесённого храма предоставили малый храм Шуваловского кладбища, и до сих пор соседние каменный и деревянный кладбищенские храмы существуют как два самостоятельных прихода.